# Трохоїда
Трохо́їда (від грец. τροχοειδής — колесоподібний) — плоска трансцендентна крива, що описується параметричними рівняннями
{\displaystyle x=at-d\cdot \sin t},
{\displaystyle y=a-d\cdot \cos t}.
Будується як траєкторія точки, жорстко пов'язаної з колом радіуса {\displaystyle a}, що котиться без ковзання по прямій (у наведеному прикладі такою прямою є горизонтальна вісь координат). Відстань точки від центру кола — {\displaystyle d}.
Якщо {\displaystyle d=a} трохоїда переходить в циклоїду.
При {\displaystyle d>a} трохоїду називають подовженою циклоїдою, а при {\displaystyle d<a} — вкороченою циклоїдою.

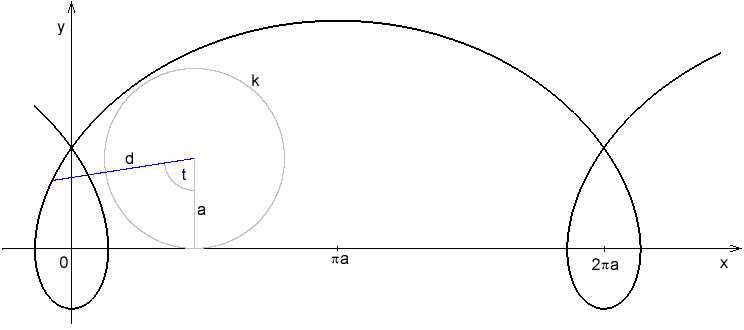
Подовжена циклоїда

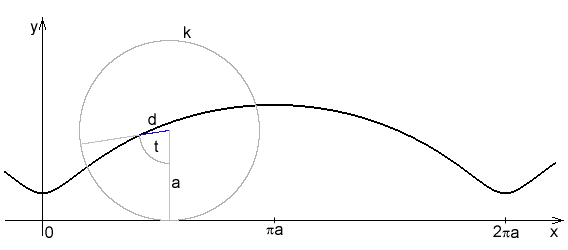
Вкорочена циклоїда

Практична реалізація зустрічається в електровакуумних приладах — трохотронах, у яких електрони переміщаються по трохоїдальних кривих.
Також трохоїдальне зачеплення використовується в героторних гідромашинах, що є різновидом шестеренних гідромашин.